# Astro Bot Rescue Mission
Astro Bot Rescue Mission (auch Astro Bot: Rescue Mission oder ASTRO BOT Rescue Mission genannt) ist ein vom japanischen Entwicklerstudio SIE Japan Studio exklusiv für die PlayStation 4 entwickeltes Jump-’n’-Run-Videospiel, der mit dem DualShock-4-Controller gesteuert wird und den Besitz von PlayStation VR voraussetzt. Der Herausgeber ist Sony Interactive Entertainment. Ein Fortsetzungstitel erschien im November 2020, Astro’s Playroom.
Die Protagonisten des Spiels sind sogenannte Astro Bots, kleine Roboterwesen, die im Innern des PlayStation-Controllers leben. Die Mini-Roboter sind bereits 2013 in der Minispielesammlung The Playroom sowie 2016 in The Playroom VR in Erscheinung getreten. Eine Demo-Version des Spiels kann kostenlos heruntergeladen werden.

## Handlung
Captain Astro befindet sich mit seiner Crew aus Astro Bots auf einer friedlichen Weltraummission, als sein Raumschiff von einem grünen, tentakelbewehrten Alien attackiert und zerstört wird. Bei dem Angriff werden die Crewmitglieder auf fünf verschiedene Planeten verteilt und Captain Astro macht sich auf, um seine Mannschaft zu retten.

## Spielprinzip
Der Spieler nutzt die VR-Brille und den DualShock-4-Controller, um den Hauptcharakter Captain Astro mit dem linken Analogstick durch lineare dreidimensionale Jump-’n’-Run-Level zu steuern, in denen es auf Geschicklichkeit und präzise Sprungtechniken ankommt. Die unterschiedlichen Level sind dabei mit Canyons, Fabrikanlagen, einem Rummelplatz oder einer Stadt in den Wolken variationsreich gestaltet. Gegner können im Nahkampf mit Schlägen und Dreh-Attacken oder aus sicherer Entfernung mit den Flammen aus den Düsen seiner Roboterfüße ausgeschaltet werden. Das Spiel beinhaltet 20 Missionen in fünf unterschiedlichen Welten und nach jedem absolvierten Level erfolgt ein Kampf gegen einen Boss, beispielsweise einen brennenden Octopus oder einen riesigen Affen. Eine wichtige Rolle spielen im Verlauf die Upgrades für den DualShock-4-Controller, den man auch in der virtuellen Welt stets vor sich sieht. Mit der Harpunen-Erweiterung etwa schießt man auf Felshaken, um ruckartig einen Durchgang ins Gebirge zu reißen oder spannt ein Seil, über das Astro Bot balancieren kann.
In einigen Leveln gibt es verschiedene Upgrades für den DualShock-4-Controller, wie beispielsweise eine Taschenlampe, um Geister zu blenden. Die Upgrades bekommt der Spieler nach den Leveln wieder abgenommen.
Eine Besonderheit der Spielmechanik ist es, dass nicht nur die Spielfigur gesteuert wird, sondern der Spieler auch selbst aktiv in das Geschehen miteingebunden wird. Dieser kann sich frei in der virtuellen Umgebung umsehen, so versteckte Schalter und Mechanismen oder geheime Wege entdecken und so in das Geschehen eingreifen, indem er zum Beispiel mit eigenem Körpereinsatz eine Wand zerstört oder einen anfliegenden Fußball per Kopfball abfängt. Die Möglichkeiten, die das freie Steuerungssystem des PlayStation-VR-Sets bietet, fasst der leitende Entwickler Nicolas Doucet in einem Interview zusammen: „Man kann so Orte entdecken, die man vorher nicht sehen konnte. Und dieses Entdeckungs-Element, selbst wenn es nur ein paar Zentimeter sind, um hinter eine Plattform sehen zu können, wird zu einer zentralen Spielmechanik.“

## Rezeption
Die Kritiken zu Veröffentlichung des Spiels waren hauptsächlich positiv. Bei Metacritic erlangte Astro Bot Rescue Mission eine Bewertung von 90/100 Punkten, basierend auf 38 Kritiken der internationalen Fachpresse. In den Bewertungen wird dabei besonders das abwechslungsreiche Gameplay, die sympathische Spielfigur und die gelungene Einbindung der virtuellen Realität mittels PlayStation VR hervorgehoben.

„Fazit: »3D-Platformer, der zeigt, wie VR traditionelle Genres bereichern kann. Tolle Grafik, super Soundtrack, leicht zu lernen, schwer zu meistern.«“

„Fazit: » Ein VR-Spiel, das nicht nur Perspektiven eröffnet, sondern auch noch rundum geschliffen und ausgefeilt wirkt! Astro Bot Rescue Mission vermischt den klassischen 3D-Plattformer mit vielen coolen Gadgets, die den Spieler schön ins Geschehen versetzen.«“

## Unterschiede PS4 und PS4 Pro
Astro Bot Rescue Mission läuft sowohl auf der normalen PlayStation 4 als auch auf der PlayStation 4 Pro mit konstanten 60 Bildern pro Sekunde. Allerdings wird die Auflösung bei der PlayStation 4 bei zu vielen Rechenoperationen niedriger skaliert, um eine konstante Bildfrequenz zu gewährleisten, während die Auflösung des Spiels auf der PlayStation 4 Pro permanent 1920 × 1080p (Full HD) beträgt. Allgemein wirkt das Bild auf der PlayStation 4 Pro detailreicher und farbenfroher.